# Hermanitas de Los Ricos Club Ronda
Hermanitas de Los Ricos Club Ronda és una obra de Lleida inclosa a l'Inventari del Patrimoni Arquitectònic de Catalunya.

## Descripció
Edifici entre mitgeres que consta de 88 apartaments amb planta baixa i nou pisos. Situat a un carrer que és semiautopista, on dona la façana sud-oest de molt mala orientació solar a Lleida. "Brise-soleil" per tal de tapar aquest sol que ofereix un aspecte unitari, ressaltant la diferència entre sòcol, cos de l'edifici i teulada. Habitatges petits per a matrimonis grans amb serveis comuns.

## Història
Aquest projecte estava concebut amb doble cara. La cara del pati interior era idèntica a la façana de la Ronda, i es permetia de posar les sales d'estar al pati (amb sol), o a la Ronda.
Decisió de la Junta fou a última hora de posar les sales d'estar a Ronda i suprimir el "brise-soleil" del pati interior.